# Камай, Алексей Степанович
Алексей Степанович Камай (бел. Аляксей Сцяпанавіч Камай; род. 1 апреля 1936, д. Барсуки, Кировский район, Могилёвская область, Белорусская ССР, СССР) — советский белорусский партийный и государственный деятель. Второй секретарь ЦК КП Беларуси (1990—1991).

## Биография
Член КПСС с 1960 до распада СССР в декабре 1991 года.

### Образование
В 1959 окончил Белорусскую сельскохозяйственную академию.
В 1974 окончил Высшую партийную школу при ЦК КПСС.

### Трудовая деятельность
- 1959—1968 — механик совхоза, первый секретарь Мстиславского райкома комсомола, комсорг обкома, секретарь комитета комсомола, главный инженер-механик производственного колхозно-совхозного управления, начальник районного производственного управления сельского хозяйства в Бобруйском районе,
- 1968—1973 — первый секретарь Краснопольского райкома КП Беларуси,
- 1973—1974 — первый секретарь Быховского райкома КП Беларуси,
- 1974—1979 — секретарь Могилёвского обкома КП Беларуси,
- 1979—1982 — заведующий сельскохозяйственным отделом ЦК КП Беларуси,
- 1982—1985 — председатель исполкома Гомельского областного Совета,
- 1985—1989 — первый секретарь Гомельского обкома КП Беларуси,
- 1989—1990 секретарь, в 1990—1991 — второй секретарь ЦК КП Беларуси.

Член ЦК КПСС (1990—1991), кандидат в члены ЦК КПСС (1986—1990). Депутат Верховного Совета СССР 11-го созыва.
Впоследствии начальник Республиканской инспекции котлонадзора, стандартизации и метрологии при Министерстве сельского хозяйства и продовольствия Беларуси. До 2000 г. был депутатом Палаты представителей Национального собрания Республики Беларусь от Быховского избирательного округа.
Председатель Совета Коммунистической партии Беларуси.
Проживает в Минске.

## Награды и звания
- Звание «Почётный гражданин Быховского района» (присвоено 28 июня 1999 года)[2].